# 博博利采城堡

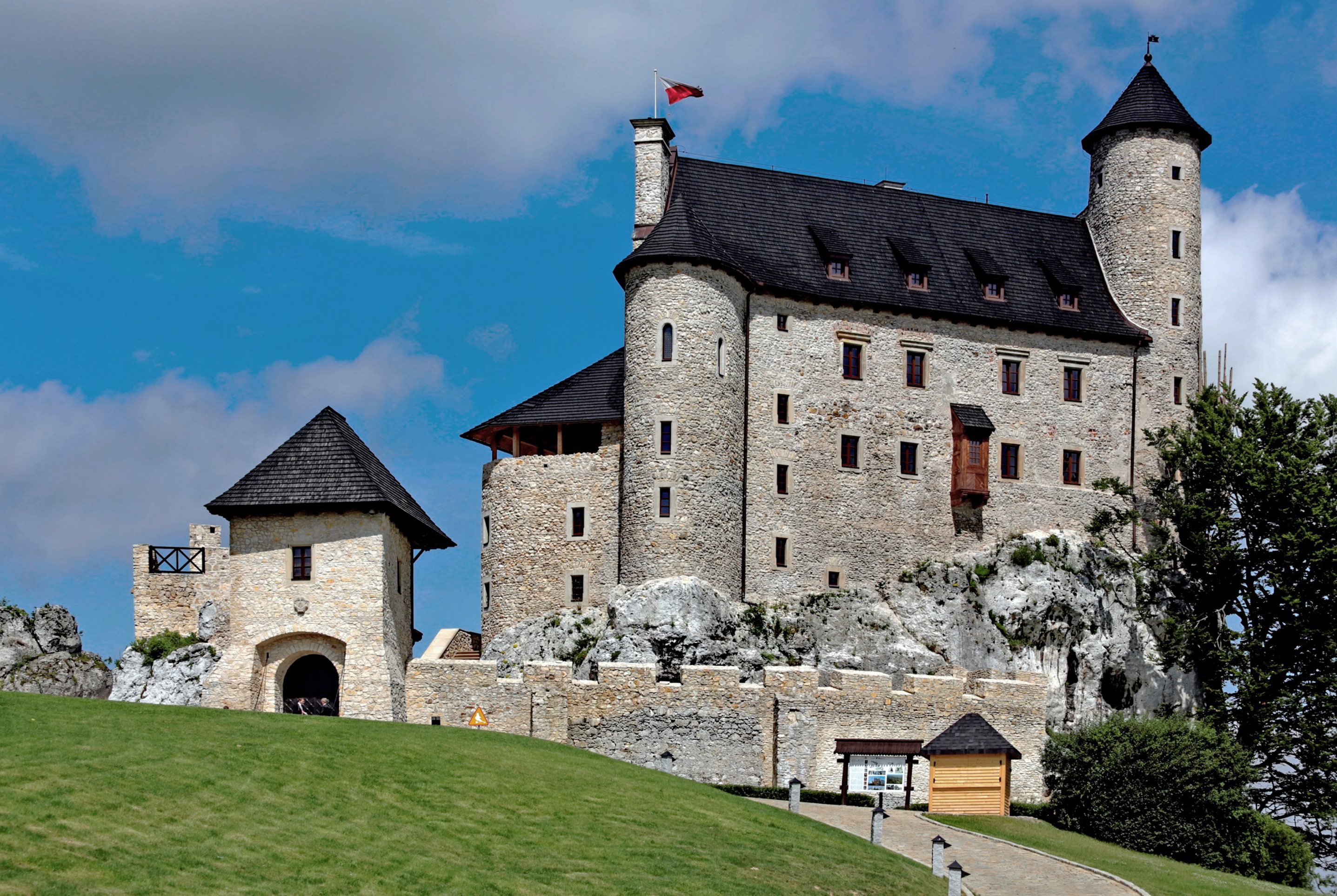
博博利采城堡

博博利采城堡（Bobolice Castle）是波蘭的一座城堡，修建於14世紀，位於波蘭南部城鎮博博利采。這座城堡由卡齊米日三世修建 。

## 外部連結
- Official website of the Bobolice Castle（页面存档备份，存于）
- View of the castle from the drone（页面存档备份，存于）

50°36′48″N 19°29′35″E / 50.61333°N 19.49306°E